# Караколь (Жанасемейський район)
Карако́ль (каз. Қаракөл) — село у складі Жанасемейського району Абайської області Казахстану. Входить до складу Озерського сільського округу.
Населення — 132 особи (2021; 139 у 2009, 115 у 1999, 152 у 1989).
Національний склад станом на 1989 рік:
- казахи — 100 %

До 1990 року село називалось Ріпинка.